# Бразильсько-чілійські відносини

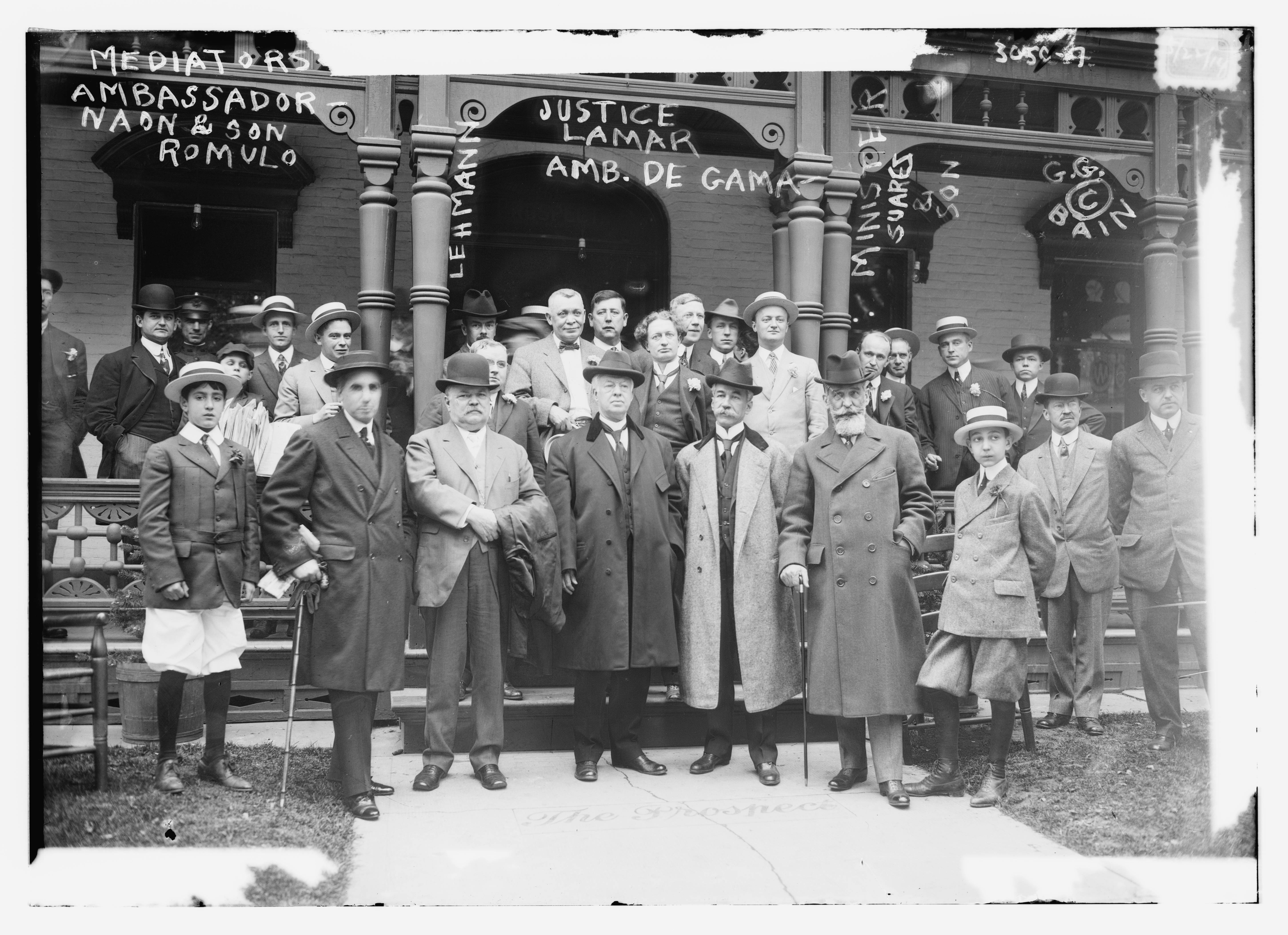
1914

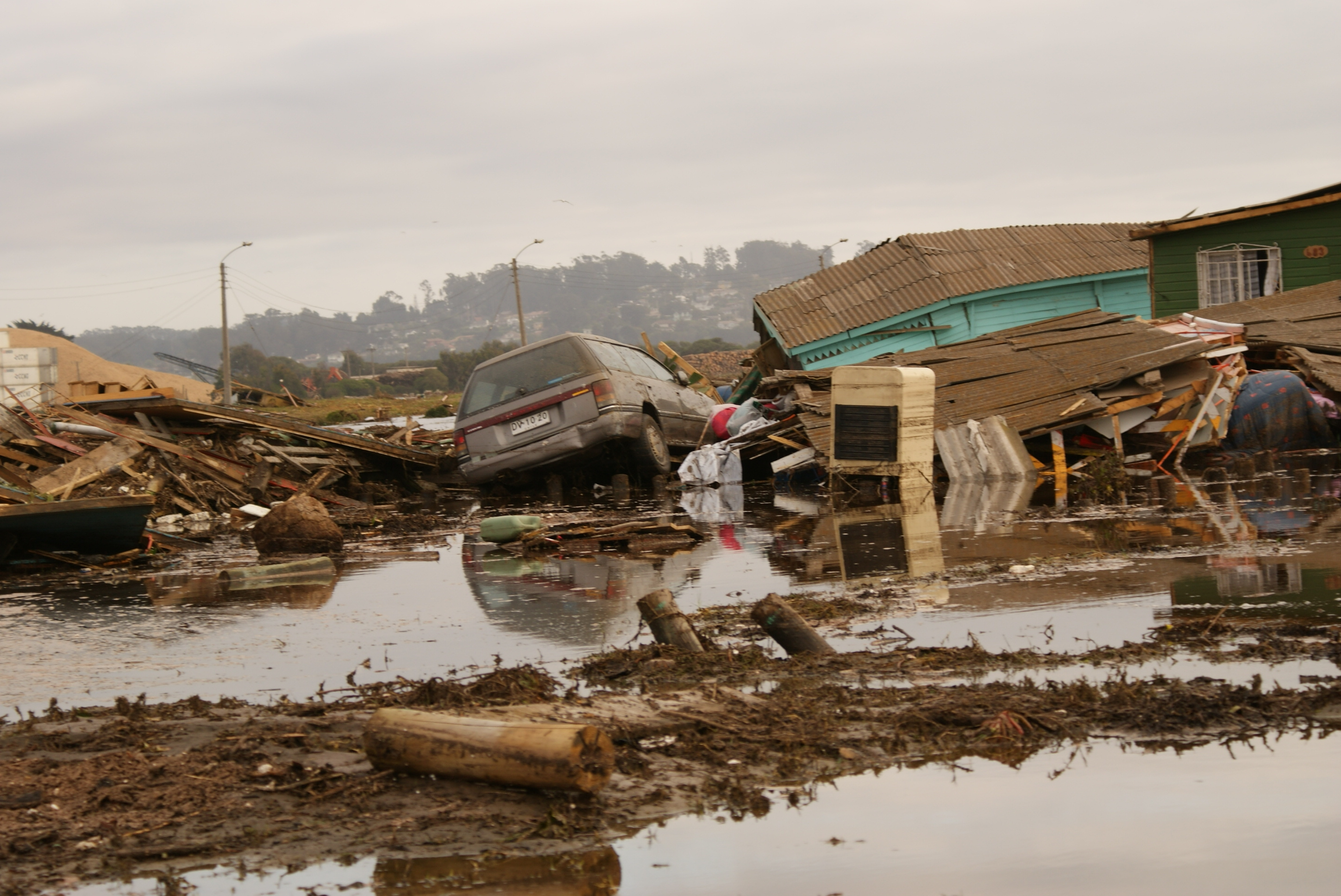
Наслідки цунамі та землетрусу в Чилі у 2010

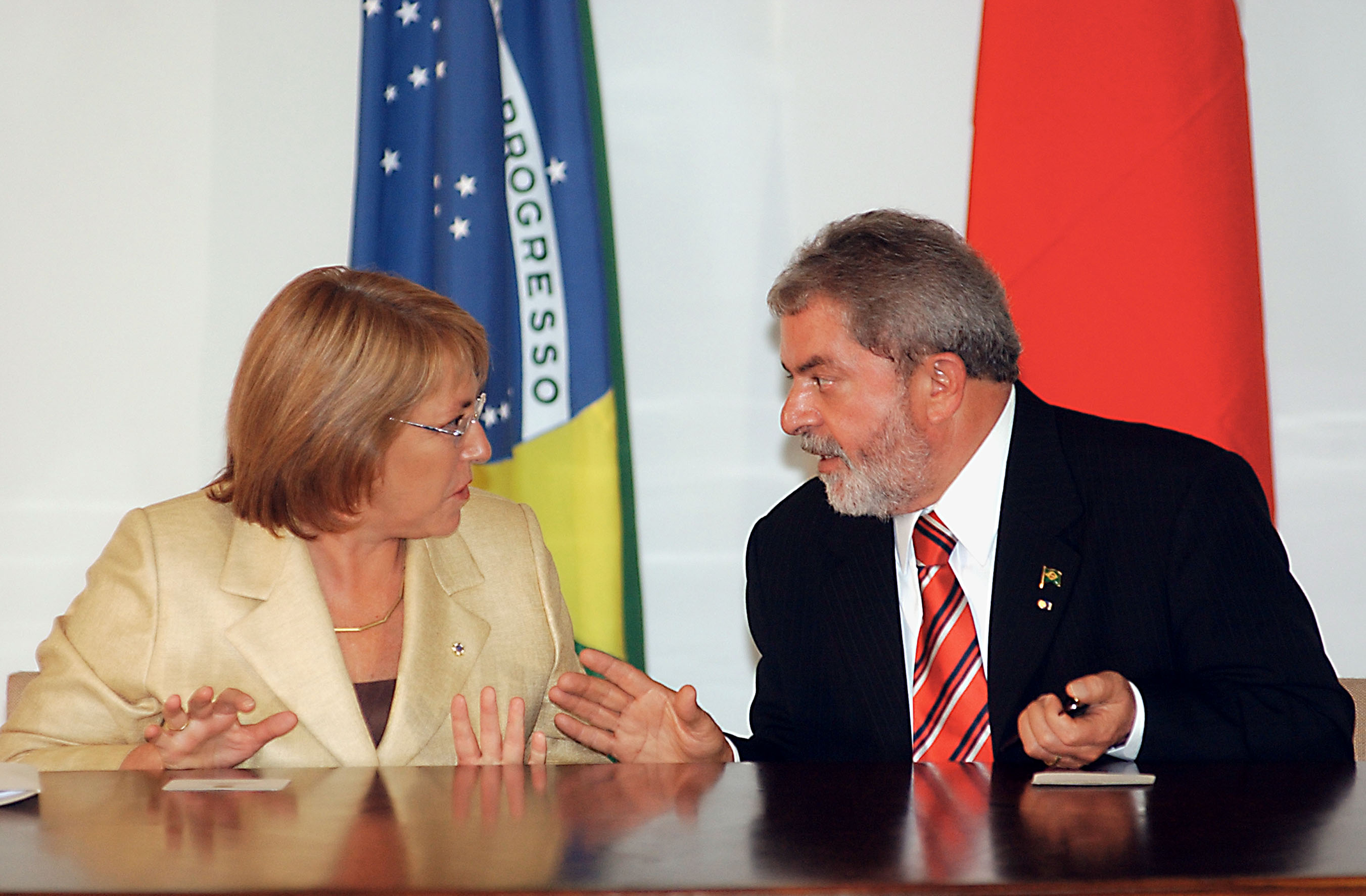
Лула да Сілва та Мішель Бачелет, Палац Планалту

Бразильсько-чілійські відносини — двосторонні дипломатичні відносини між Бразилією та Чилі. У 2013 проведено опитування BBC World Service Poll, за результатами якого було виявлено, що 73% чилійців позитивно ставляться до Бразилії і лише 8% висловлюють негативну думку про цю країну.

## Історія
Протягом більшої частини 19 та 20 століть ці дві країни конфліктували з Аргентиною, Уругваєм та Парагваєм, внаслідок чого Бразилія та Чилі стали близькими союзниками. Чилі та Бразилія неодноразово спільно виступали посередниками у міжнародних конфліктах, наприклад у такому, як збройне зіткнення у 1914 між Сполученими Штатами та Мексикою, де допомогли уникнути можливого стану війни між цими двома країнами.
Під час повстання в Гаїті в 2004 Чилі та Бразилія брали активну участь у Місії ООН зі встановлення миру в Гаїті.

### АБЧ пакт
20 травня 1914 Аргентина, Бразилія і Чилі (Країни АБЧ) провели зустріч у Ніагарського водоспаду в Канаді, де виступили посередниками з метою допомогти уникнути стану війни між Сполученими Штатами і Мексикою через американську окупацію Веракруса.
15 травня 1915 АБЧ держави знову зустрілися, щоб підписати договір про співпрацю, ненапад і вирішення арбітражних суперечок. Договір був укладений, щоб протистояти американському впливу в регіоні і створити механізм для консультацій між трьома країнами, що його підписали, а також для створення постійної комісії з посередництва.